# Агриппин Карфагенский
Агриппин Карфагенский (лат. Agrippinus Carthagenensis) — один из первых известных предстоятелей Карфагенской церкви, живший около 230-х годов. Во время своего епископства он занимался вопросом, что делать с новообращёнными христианами перешедших из раскола или ереси. Он созвал собор епископов из Нумидии и Африки, вероятно, около 230−235 годах, который решил, что таких новообращённых следует полностью крестить.

## Биография
Во время своего епископата, Агриппин пытался справиться с проблемой, что делать с христианами, обращёнными из раскола или ереси, если они ранее уже были частью церкви, по общим правилам им следовало покаяться во грехе отступничества, но вопрос также стал по поводу тех кто был крещён у раскольников, прежде всего считать ли их крещение действителым. По инициативе Агриппина, епископы из Нумидии и Африки были вызваны на Первый Карфагенский собор в 215−217 годах или 220 году, с около семидесятью епископами.
Основное внимание в обсуждениях было приковано к вопросу, нужно ли по новому крестить новообращённых, что были крещены до этого у раскольников, собор решил этот вопрос отрицательно: «вместе обдумали, что законно только, то крещение, что произошло в лоне святой христианской церкви». Поэтому, Агриппин постановил, что эти люди должны быть крещены по новой, потому что не имели истинной веры, и не могут освобождаться от своих грехов. Кроме того, он утверждал, что вода, используемая в крещение у раскольников не могла освободить их от греха.
Несмотря на то, что вопрос был поднят на самом верху, он не был окончательно решён, Агриппин и другие епископы действовали добросовестно и потому не были отлучены от церкви, хоть и их решение было признано ошибочным. Впоследствии Киприан Карфагенский упоминал о положительной репутации Агриппина (bonæ memoriæ vir). Аврелий Августин в своих аргументах против донатизма отмечал, что Агриппин и Киприан поддерживали единство церкви, несмотря на их доктринальную ошибку.